# لی سونگ یه آل
لی سونگ یه آل (انگلیسی: Lee Seung-yeoul؛ زادهٔ ۶ مارس ۱۹۸۹) یک بازیکن فوتبال اهل کره جنوبی است.
وی همچنین در تیم‌های ملی فوتبال کره جنوبی کره جنوبی کره جنوبی بازی کرده‌است.